# NGC 907
NGC 907 este o galaxie spirală situată în constelația Balena. A fost descoperită în 20 octombrie 1784 de către William Herschel. Se află la o distanță de 25,94 de megaparseci de Pământ.